# Radius

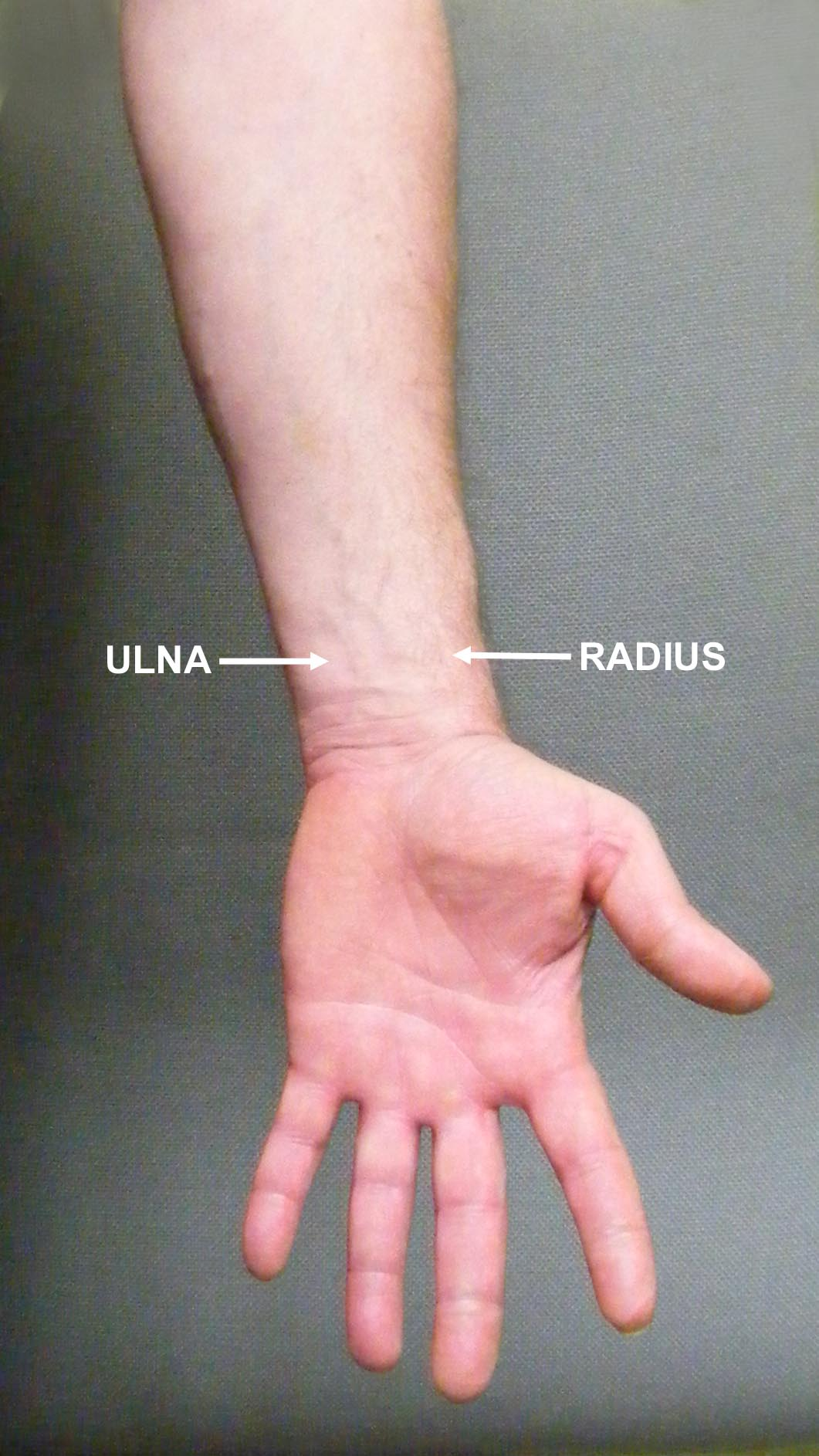
Radius și ulna

Radiusul (lat.: Radius) este un os lung și pereche, situat la partea laterală a antebrațului, lateral de ulnă și în dreptul policelui. Prin mișcările sale de învăluire în jurul capului ulnei asigură poziția mâinii în mișcările de pronație și supinație. Radiusul prezintă un corp și două extremități sau epifize (superioară sau proximală și inferioară sau distală).

## Orientare
Extremitatea cea mai voluminoasă se orientează în jos, marginea ascuțită medial, procesul stiloid lateral, iar fața extremității inferioare, prevăzută cu creste și șanțuri, se orientează posterior.

## Corpul
Corpul radiusului (Corpus radii) ușor încurbat spre ulna și anterior este  situat între extremitățile proximale și distale ale osului. El este palpabil în jumătatea lui inferioară. Este cilindric în partea superioară și prismatic triunghiular în cea inferioară și are două curburi longitudinale: una concavă anterior iar alta concavă medial. Aceste curburi alcătuiesc curbura pronatorie de care se ține seama în tratamentul fracturilor radiusului, deoarece alterarea lor duce la deficit al mișcărilor de pronație și supinație. Ca și corpul ulnei are trei fețe (anterioară, posterioară și laterală) și trei margini (anterioară,  posterioară și medială sau interosoasă).
- Fața anterioară (Facies anterior radii) netedă și concavă anterior este mai îngustă în porțiunea superioară, unde se află o depresiune longitudinală și se lățește distal în treimea inferioară, unde este și ușor excavată. Ea este cuprinsă între marginea anterioară și marginea medială. Pe ea se găsește proximal gaura nutritivă sau orificiul canalului nutritiv (Foramen nutricium), îndreptat oblic în sus. În porțiunea superioară (proximală) a feței anterioare se inseră mușchiul flexor lung al policelui (Musculus flexor pollicis longus), iar în cea inferioară (distală) mușchiul pătrat pronator (Musculus pronator quadratus).

- Fața posterioară (Facies posterior radii) este convexă și cuprinsă între marginea posterioară și marginea medială. Ea este rotunjită și mai îngustă în porțiunea superioară,  unde se termină unghiular, ca și fața anterioară, dedesubtul tuberozității radiale; pe porțiunea superioară se inseră mușchiului supinator (Musculus supinator). Este plană și ușor excavată în restul întinderii, unde se inseră mușchiul lung abductor al policelui (Musculus abductor pollicis longus) și mușchiul scurt extensor al policelui (Musculus extensor pollicis brevis). Spre extremitatea inferioară, fața posterioară este mai lată și prevăzută cu două șanțuri oblice în jos, delimitate de o creastă

- Fața laterală (Facies lateralis radii) este convexă și îndreptată inferior în direcția policelui și este cuprinsă între marginea anterioară și marginea posterioară; este cea mai îngustă din fețele radiusului. Prezintă la partea mijlocie o rugozitate - tuberozitate pronatorie (Tuberositas pronatoria) pe care se inseră mușchiului rotund pronator (Musculus pronator teres). Deasupra (proximal) rugozității, se inseră mușchiul supinator (Musculus supinator), care la acest nivel este străbătut de ramura profundă a nervului radial (Nervus radialis). Acest raport are o mare importanță practică, deoarece fracturile radiusului la acest nivel pot interesa nervul.

- Marginea anterioară (Margo anterior radii)  pornește de la tuberozitatea radiusului și se termină pe partea anterioară a procesului stiloid. Are un traiect oblic, la început lateral și în jos, apoi ea se încurbează și devine verticală. Este pronunțată în partea superioară, dispare însă în treimea inferioară. Pe marginea anterioară a radiusului în porțiunea proximală se inseră capul radial al mușchiul flexor superficial al degetelor (Musculus flexor digitorum superficialis).

- Marginea posterioară (Margo posterior radii) este rotunjită și se extinde de la tuberozitatea radiusului spre tuberculul dorsal de pe fața posterioară a extremității distale. Este mai accentuată în porțiunea mijlocie a osului.

- Marginea medială sau marginea interosoasă (Margo interosseus radii)  este ascuțită, începe la 3-4 cm inferior de tuberozitatea radiusului și se termină în partea inferioară a corpului, bifurcându-se și delimitând astfel o suprafață triunghiulară. La baza acestui triunghi se găsește o scobitura - incizura ulnară a radiusului (Incisura ulnaris radii). Pe marginea medială se inserează membrana interosoasă a antebrațului (Membrana interossea antebrachii).

## Extremitatea sau epifiza superioară (proximală)
Extremitatea sau epifiza superioară (proximală) este un segment de cilindru care, față de corpul osului, are o direcție oblică, în jos și medial. Este formată din trei elemente: capul radiusului, colul radiusului și tuberozitatea radiusului.
- Capul radiusului (Caput radii). Este un segment de cilindru plin, concav superior, mai înalt în porțiunea medială. Când se execută mișcări de rotație ale antebrațului, capul se poate palpa sub epicondilul lateral al humerusului. Are o față superioară articulară, numită foseta capului radial (Fovea articularis capitis radii), care se prezintă ca o depresiune în formă de cupă și se articulează cu capitulul humerusului (Capitulum humeri) formând articulația humeroradială (Articulatio humeroradialis). Conturul capului, rotund, este numit circumferința articulară a capului radiusului (Circumferentia articularis capitis radii) este și ea articulară; ea este mai înaltă în partea medială (5-7 mm) decât în restul ei (3 mm) și servește pentru articulația cu ulna, la nivelul incizurii radiale a ulnei (Incisura radialis ulnae), formând articulația radio-ulnară proximală (Articulatio radioulnaris proximalis).

- Colul radiusului (Collum radii) situat distal de cap este o porțiune îngustă care leagă capul de corp; este oblic îndreptat de sus în jos și latero-medial, formând cu capul și diafiza un unghi obtuz deschis lateral.

- Tuberozitatea radiusului (Tuberositas radii) este o proeminență ovoidală, situată sub col, în prelungirea marginii anterioare a radiusului; pe ea se inserează tendonul mușchiului biceps brahial (Musculus biceps brachii). Cele două extremități (proximală și distală) ale tuberozității radiusului se continuă cu câte o creastă; creasta distală este mai proeminentă și se continuă inferior cu marginea anterioară a radiusului. Aceste creste sunt numite rădăcinile tuberozității radiusului, care o mare importanță în rezistența osului la solicitările din timpul mișcărilor de supinație și flexie.

## Extremitatea sau epifiza inferioară (distală)
Extremitatea sau epifiza inferioară (distală) este mult mai voluminoasă de cât cea superioară și comparată cu o piramidă trunchiată patrulateră, ce prezintă patru fețe și o bază. Ea se poate explora aproape în întregime.
- Fața medială (fața ulnară) a epifizei inferioare este triunghiulară, formată prin lărgirea crestei interosoase, și prezintă o scobitura transversală, concavă sagital, numită incizura ulnară a radiusului (Incisura ulnaris) care se articulează cu circumferința articulară a capului ulnei (Circumferentia articularis capitis ulnae) de pe capul ulnei, formând articulația radio-ulnară distală (Articulatio radioulnaris distalis). Pe marginea sa inferioară se inseră un fibrocartilaj triunghiular.

- Fața laterală a epifizei inferioare situată în continuarea feței corespunzătoare a radiusului este prevăzută cu două șanțuri pentru trecerea tendoanelor mușchiului abductor lung al policelui (Musculus abductor pollicis longus) și mușchiului extensor scurt al policelui (Musculus extensor pollicis brevis). Această față se continuă în jos cu o puternică apofiză orientată distal, numită procesul stiloid (Processus styloideus radii), care se poate inspecta și palpa. Acest proces coboară mai jos decât procesul stiloid al ulnei (element important de diagnostic clinic în fracturile epifizei distale ale radiusului) și pe el se prinde ligamentul colateral radial al carpului (Ligamentum collaterale carpi radiale) din articulația radiocarpiană. Deasupra procesului stiloid pe fața laterală a epifizei inferioare a radiusului se inseră mușchiul brahioradial (Musculus brachioradialis).

- Fața posterioară a epifizei inferioare este despărțită de cea laterală printr-o creastă puternică, în continuarea marginii posterioare a osului. Ea prezintă mai multe creste verticale, care delimitează șanțuri paralele. Prin șanțuri alunecă tendoanele mușchilor extensori ai mânii și ai degetelor. La mijlocul feței posterioare se găsește o creastă verticală, mai aproape de procesul stiloid, numită tuberculul dorsal (Tuberculum dorsale radii) care este adesea palpabilă sub piele. Acest tubercul împarte fața posterioară în două șanțuri. Lateral de tubercul dorsal se află un șanț prin care trec tendoanele mușchilor extensori radiali ai carpului (Musculus extensor carpi radialis longus, Musculus extensor carpi radialis brevis); medial de tubercul dorsal se află alt șanț subdivizat printr-o creastă verticală mai mică în alte două șanțuri: unul lateral mai mic și mai adânc pentru lungul extensor al policelui (Musculus extensor pollicis longus) și unul medial mai larg și mai puțin adânc,  pentru tendoanele extensorului degetelor (Musculus extensor digitorum) și extensorului indexului (Musculus extensor indicis).

- Fața anterioară a epifizei inferioare este ușor concavă de sus în jos, continuă fața corespunzătoare a corpului; pe ea se inseră mușchiul pătrat pronator (Musculus pronator quadratus).

- Fața inferioară a epifizei inferioare sau baza extremității inferioare, numită și fața articulară carpiană (Facies articularis carpalis sau Facies articularis carpi radii) este triunghiulară, vârful ei se prelungește lateral pe procesul stiloid; ea este fața prin care radiusul se articulează cu oasele carpului. Ea este concavă și subîmpărțită printr-o creastă mică antero-posterioară, în două fațete articulare secundare: una laterală, triunghiulară, care se articulează cu scafoidul, și alta medială, patrulateră, care se articulează semilunarul.

## Bibliografie

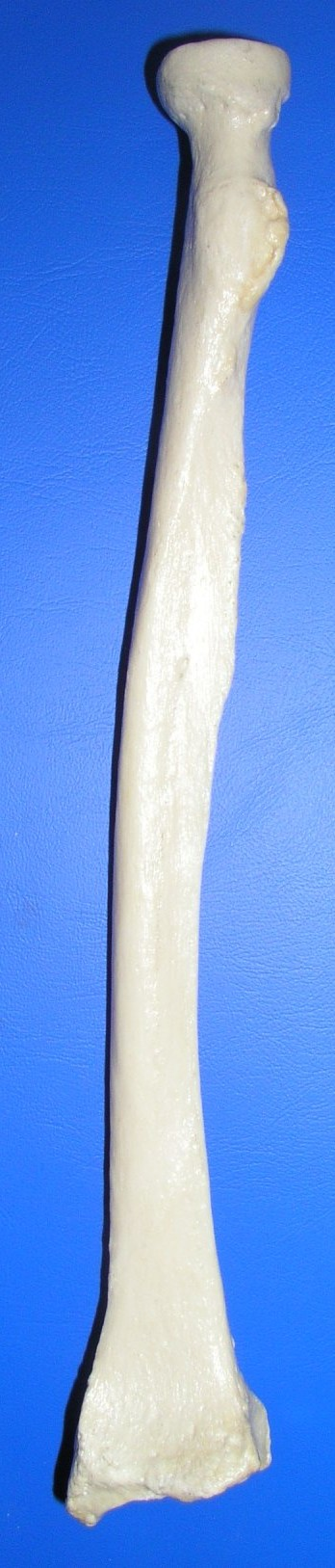
Vedere anterioară
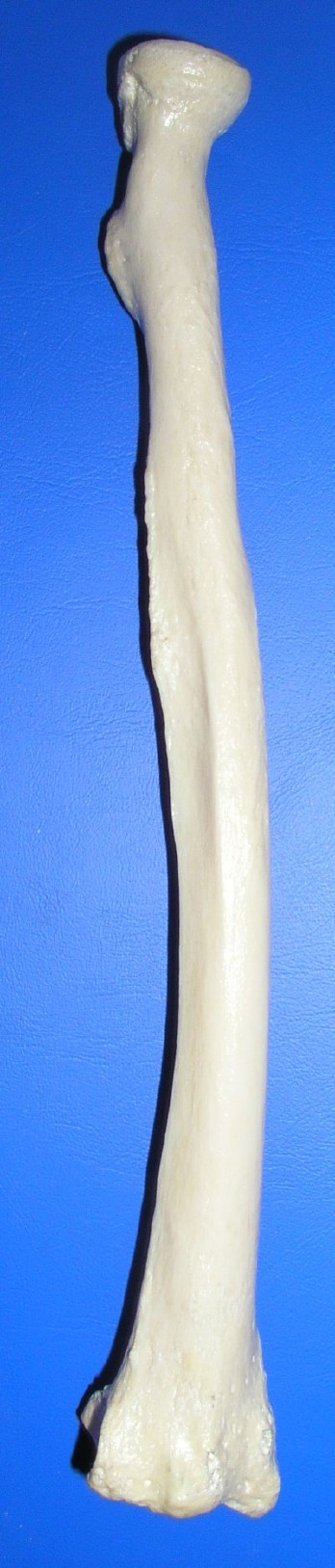
Vedere posterioară